# Bilboko Konpartsak

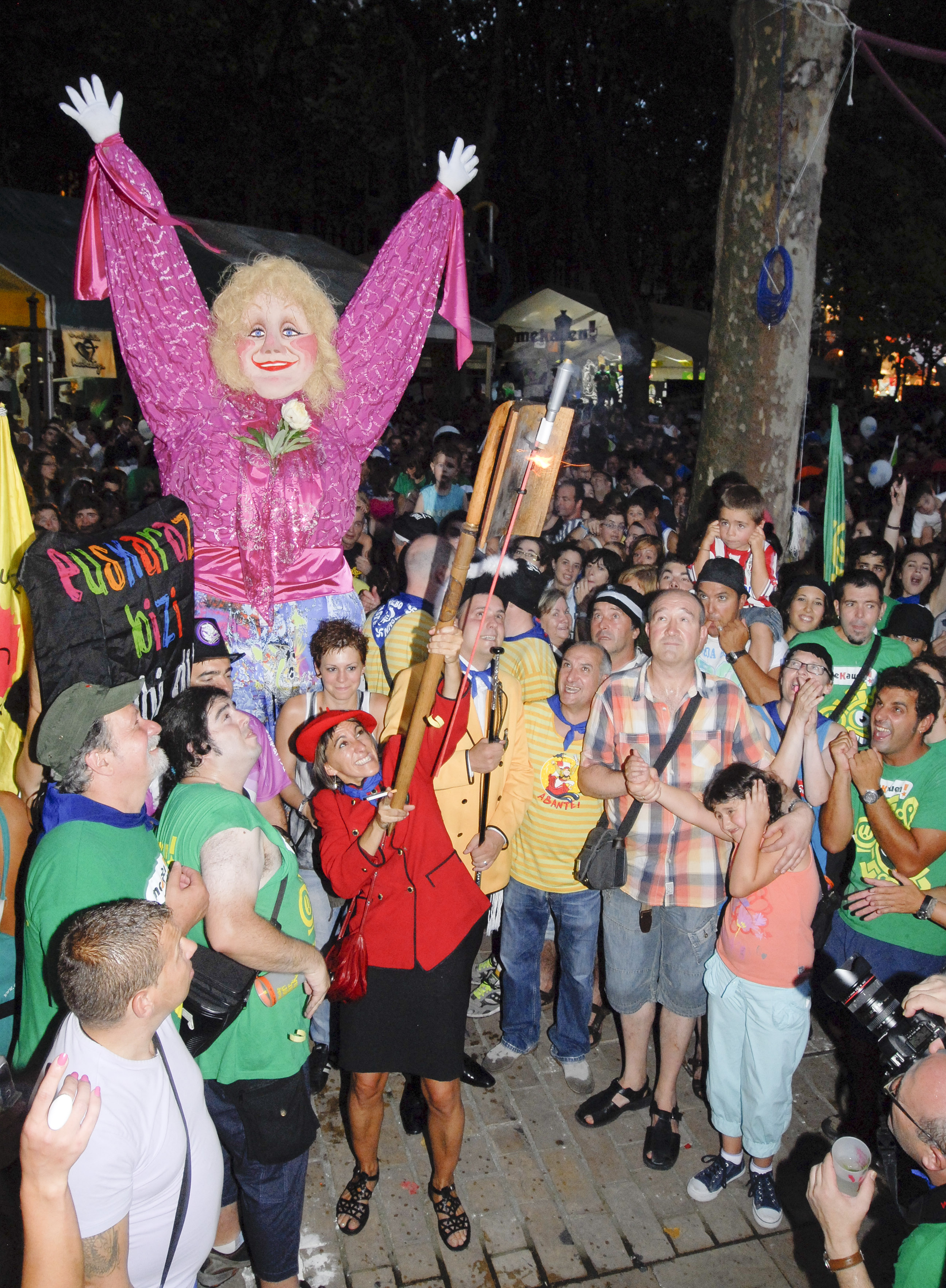
Marijaia, con los brazos en alto; junto a la txupinera (de rojo) y el pregonero (de amarillo).

 Bilboko Konpartsak (en castellano, «Comparsas de Bilbao») es una federación bilbaína de comparsas que organiza e impulsa diferentes actividades, durante la Aste Nagusia y también el resto del año (carnavales, Bilbo Kantari, Santo Tomás, etc.). Junto al Ayuntamiento de Bilbao, forman la Comisión Mixta de Fiestas. La federación se formó en 2002 con el objetivo de proseguir el espíritu de la fiesta surgido en 1978. 
En el año 2024, organizaron más de 600 actividades en Aste Nagusia, cuenta con alrededor de 3.000 comparseras y cada comparsa necesita, aproximadamente, 350 personas para organizar todos los turnos. Actualmente, de las 27 comparsas que forman la federación, 8 son las impulsoras de la primera Aste Nagusia en 1978. 

## Historia

### Contexto
Durante la dictadura franquista, la llamada Semana Grande de Bilbao solo ofrecía espectáculos de pago, ópera, toros o teatro, todo ello sin identidad propia y sin participación de la ciudadanía.
Tras varios intentos, es en 1978 cuando sale adelante el concurso de ideas propuesto por el entonces relaciones públicas de El Corte Inglés, Quico Mochales, para abrir las fiestas a la participación ciudadana. El Ayuntamiento de Bilbao celebra dicho concurso con el patrocinio de los grandes almacenes, y resulta ganadora la propuesta Txomin Barullo, presentada por el Movimiento Comunista Vasco (EMK). Desde el movimiento popular se buscó y consiguió presionar al Ayuntamiento para que el proyecto se llevase a cabo, logrando convocar una primera Comisión de Fiestas abierta y popular de la que surgiría el modelo festivo que se mantiene en la actualidad, con las konpartsas en el centro.

### Creación de laskonpartsas
Con el propósito de buscar un elemento dinamizador, se hizo un llamamiento a la población para crear comisiones por barrios. Las cuadrillas de amigos, asociaciones, sectores sociales, etc. se van organizando así en lo que pasarían a ser las comparsas o konpartsas. A estas comparsas se les pedían unos mínimos, como podían ser el hecho de contar con una fanfarria y un mínimo de cincuenta personas que compartieran trajes de una misma clase. Cada una de las comparsas levantaría su txosna o caseta en el recinto festivo, un espacio con barra abierta a la calle donde se servirían bebidas, comidas y donde se contaría con música. Aunque a principios de agosto no se esperaba que hubiese más de ocho comparsas, se llegaron a formar hasta 24, conformando así un tejido social de más de 1.600 personas. Se crea entonces la Coordinadora de Comparsas, donde se integran las primeras comparsas de la Aste Nagusia bilbaína:
1. Abusu. Formada por vecinas y vecinos del barrio de La Peña.
2. Araba Etxea. Formada por la Casa Alavesa de Bizkaia.
3. Ardoa Barrura. Formada por vecinas y vecinos del barrio de Indautxu.
4. Arrainak. Formada por militantes del PCE-EPK.
5. Atxuritarrak. Formada por vecinas y vecinos del barrio de Atxuri.
6. Bizizaleak. Formada por militantes del movimiento ecologista.
7. Ganorabako.
8. Kezkalariak. Formada por vecinas y vecinos del barrio de Rekaldeberri.
9. La Cubiertina Precoz. Formada por vecinas y vecinos del barrio de Rekaldeberri.
10. Mahats-Herri. Formada por vecinas y vecinos del barrio de Begoña.
11. Hontzak. Formada por militantes de la CNT.
12. Pinpilinpauxa. Formada -originalmente- por militantes de EHGAM y COPEL.
13. Pirikiturris. Formada por vecinas y vecinos del barrio de Zabalburu.
14. Rekalde. Formada por vecinas y vecinos del barrio de Rekaldeberri.
15. Samasiku. Formada por vecinas y vecinos del barrio de Santutxu.
16. San Francisco. Formada por vecinas y vecinos del barrio de San Francisco.
17. Satorrak. Formada -originalmente- por militantes de la LCR-LKI.
18. Tomate Egileak, Formada por vecinas y vecinos del barrio de Deusto.
19. Tintigorri. Formada por vecinas y vecinos del barrio de Arangoiti.
20. Tximboak. Formada por vecinas y vecinos del Casco Viejo.
21. Txintxarri. Formada por vecinas y vecinos de los barrios de Bolueta y Otxarkoaga.
22. Txomin Barullo. Formada -originalmente- por militantes del Movimiento Comunista de Euskadi (EMK).
23. Uribarri Gure Sule. Formada por vecinas y vecinos del barrio de Uribarri.
24. Yeiki. Formada por vecinas y vecinos del barrio baracaldés de Cruces.

### Siguientes años
En 1979, la entonces Coordinadora de Comparsas recupera los carnavales para la Villa de Bilbao, con un primer desfile que se hizo por la Ribera, desde Atxuri hasta el Arenal. Ese mismo año, durante la segunda edición de la Aste Nagusia, recuperaron el viejo Gargantúa.
En los carnavales de 1980, las konpartsas logran recuperar los 12 gigantes que no pudieron verse en la primera Aste Nagusia: Don Terencio y Doña Tomasa, el aldeano y la aldeana, el inglés y la bilbainita, el minero y la cigarrera, la carguera y el marino, y Zumalakarregi e Isabel II. En ese mismo año, el Ayuntamiento, con el alcalde Jon Castañares (PNV) a la cabeza, apartó a los colectivos ciudadanos de la organización de las fiestas, derivando el conflicto en dos comisiones distintas: por un lado, la Comisión de Fiestas Municipal, formada por los concejales del PNV; y por otro lado, la Comisión de Fiestas Popular, formada por la Coordinadora de Comparsas y otros colectivos ciudadanos. Debido a este conflicto, en 1980 se celebraron las llamadas Bilboko Jaiak (en castellano, Fiestas de Bilbao), donde no hubo Marijaia, pañuelos, txupinera, konpartsas ni participación popular.

### La Federación
En el año 2002, se crea la federación Bilboko Konpartsak, con la intención de mantener el espíritu surgido en 1978. Organizan y participan en diversas actividades a lo largo del año, como es la propia Aste Nagusia, Santo Tomás, carnavales o las fiestas de los barrios. 
En 2024, la federación cuenta con 27 konpartsas, siendo las más veteranas aquellas que formaron parte de la primera Aste Nagusia en 1978, como Txomin Barullo, Bizizaleak, Hontzak, Moskotarrak, Pinpilinpauxa, Satorrak o Uribarri. Por otro lado, las más nuevas serían Txinparta Feminista, Trikimailu, Piztiak o Kranba.

#### Comparsas y txosnas al margen de la federación
En el año 2005, la comparsa Gogorregi, surgida en 1988 y vinculada al PNV, abandonó la federación.  Por otro lado, la comparsa Federiko Ezkerra, surgida en 1978 de la mano de militantes de Euskadiko Ezkerra, desapareció en la década de 1990, pero desde el 2012, el PSE-EE utiliza este nombre para la txosna que comenzaron a montar primero en la plaza Circular y años después en Ripa. Otras comparsas surgidas en los últimos años, como Txiribuelta y Luberri, han intentado -sin éxito- entrar en la federación, por lo que mantienen su agenda propia, colaboran con otras konpartsas durante la Aste Nagusia y participan igualmente en los distintos eventos organizados por Bilboko Konpartsak, al ser estos de carácter abierto.

## Funcionamiento
El máximo órgano de las konpartsa es la Coordinadora, que se reúne como mínimo una vez al mes. En ella, representantes de todas las konpartsas consensúan y toman las decisiones que afectan a la federación y a las distintas actividades que organizan. Por otro lado, la Comisión de Fiestas es la que se encarga de llevar a cabo las decisiones tomadas en la coordinadora, y para ello se reúne como mínimo una vez a la semana durante todo el año. Este mismo órgano se encarga de hacer de puente con el Ayuntamiento. Además, existen diferentes comisiones que se reúnen y trabajan con una frecuencia mayor a la de la Coordinadora, que también se encargan de ejecutar las decisiones que se tomen en la misma: programación, infraestructuras, comunicación y tesorería. 

## Premios Mosca y Campana
|      | Campana      | Mosca                                                       |
| 2022 | Hontzak      | Irrintzi                                                    |
| 2019 | Kaskagorri   | Uribarri                                                    |
| 2018 | Uribarri     | Satorrak                                                    |
| 2017 | Hontzak      | Sinkuartel                                                  |
| 2016 | Hontzak      | Moskotarrak                                                 |
| 2015 | Eguzkizaleak | Moskotarrak                                                 |
| 2014 | Pa..Ya       | Irrintzi                                                    |
| 2013 | Kaskagorri   | Irrintzi                                                    |
| 2012 | Eguzkizaleak | Satorrak                                                    |
| 2011 | Hontzak      | Kobeta Mendi                                                |
| 2010 | Hontzak      | Komantxe, Kaskagorri y Txori Barrote (por no montar txosna) |
| 2009 | Hontzak      | Irrintzi                                                    |
| 2008 | Eguzkizaleak | Txomin Barullo                                              |
| 2007 | Eguzkizaleak | Lehoiak                                                     |

## Comparsas

### Actuales
1. Aixeberri.
2. Algara.
3. Altxa Porrue.
4. Askapeña.
5. Bizizaleak.
6. Eguzkizaleak.
7. Hau Pittu Hau!.
8. Hontzak.
9. Hor dago Abante!.
10. Kaixo.
11. Kaskagorri.
12. Kranba!.
13. Mekaguen.
14. Moskotarrak.
15. Pa...Ya.
16. Pinpilinpauxa.
17. Piztiak.
18. Satorrak.
19. Sinkuartel.
20. Tintigorri.
21. Trikimailu.
22. Txinbotarrak.
23. Txinparta Feminista
24. Txomin Barullo.
25. Txori Barrote.
26. Uribarri.
27. Zaratas.

### Desaparecidas
1. Adiskideak.
2. Araba Etxea.
3. Ardoa Barrura.
4. Gautxoriak.
5. Intxausti.
6. Irrintzi.
7. Mahats-Herri.
8. Tximitxurri.
9. Txintxarri.
10. Zaratarrak.
11. Arrainak.
12. Lehoiak.
13. Kobeta Mendi.
14. Mamiki.
15. Munduko Jendeak.

### No pertenecientes a la federación
1. Federiko Ezkerra. Históricamente adscrita a Euskadiko Ezkerra, perteneció a la federación entre 1978 y 1995, cuando se disolvió. El nombre fue recuperado por militantes del PSE-EE en 2012 para el montaje de su txosna fuera del recinto festivo (Inicialmente en Campo de Volantín, posteriormente en la Plaza Circular, actualmente en Ripa), sin pedir su ingreso en la federación como comparsa.
2. Gogorregi. Perteneció a la federación entre 1988 y 2005, cuando decidió abandonarla. Vinculada al PNV y sus juventudes, EGI, monta su txosna en la plaza Pío Baroja.
3. Txiribuelta. Surgida en 2017 desde el barrio de Indautxu, solicitó su entrada en la federación en varias ocasiones, sin llegar a ser admitida. Mantiene su actividad al margen de la misma y continúa participando en los eventos de Bilboko Konpartsak. [5]
4. Luberri. Surgida en 2022 y vinculada al Movimiento Socialista, solicitó su entrada en la federación en 2022 y 2023, sin llegar a ser admitida. Mantiene su actividad al margen de la misma y continúa participando en los eventos de Bilboko Konpartsak, así como colaborando con distintas konpartsas que sí se encuentran en la federación.[6] Tras el intento de 2023, el movimiento socialista denunció un intento de «veto político» por parte de la izquierda abertzale,[7] que fue desmentido por la propia federación.[8]

### Polémicas
A pesar de que Bilboko Konpartsak defiende que su único objetivo es mantener la llama de la fiesta, la federación ha estado envuelta en varias polémicas de índole política. Ejemplo de ello es la txosna Gogorregi, la cual tuvo que abandonar la federación. Dicha konpartsa fue boicoteada desde dentro de la organización por ser la konpartsa de las juventudes del PNV. Según miembros de la propia txosna, sufrían varios cambios de localidad sin estar ellos de acuerdo.
La konpartsa Federiko Ezkerra también tuvo que abandonar la federación por su vinculación al partido político Euskadiko Ezkerra (partido que acabó integrándose en el PSOE en 1993).
Txori Barrote (históricamente vinculada a las organizaciones Gestoras Pro Amnistia y Etxerat) es la txosna que más polémica ha causado. En ella cuelgan fotos de miembros de ETA que se encuentran en la cárcel. Bilboko Konpartsak nunca se mostró molesto con dicho acto, aún cuando la asociación de víctimas del terrorismo Dignidad y Justicia presentó una denuncia previa en la que solicitaba la retirada de dichas fotografías al considerar que constituía un delito de humillación a las víctimas y de enaltecimiento del terrorismo. La konpartsa Kaskagorri, konpartsa del partido político Sortu, partido miembro de la coalición EH Bildu, también ha estado involucrada en polémicas en relación a fotos de miembros de ETA. Ambas txosnas fueron vetadas de participar por el ayuntamiento de Bilbao en las ediciones de 2010 y 2011.
En 2024 la organización juvenil GKS quiso entrar en Bilboko Konpartsak e instalar su txosna por medio de la comparsa Luberri, pero esta no fue aceptada, según ellos, por no simpatizar con la izquierda abertzale. Grandes celebridades vascas como la pregonera de ese año, Itziar Ituño, firmaron en contra del boicot que sufría la txosna.